# Kvinden, som hun er i Dag
Kvinden, som hun er i Dag er en amerikansk stumfilm fra 1917 af Ralph Ince.

## Medvirkende
- Florence Reed som Lily Morton
- Frank Mills som Fred Morton
- Gus Weinberg som Henry Morton
- Alice Gale som Emma Morton
- Leonore Harris som Marion Garland